# The Cure
The Cure (транскр.  Кјур) The Cure (енгл. Лечење) је британски рок бенд основан у Кроулију (Crawley) у Сасексу у Енглеској 1978. Током свог постојања, постава бенда се неколико пута мењала, једини стални члан остаје фронтмен, вокал, гитариста и текстописац Роберт Смит. Бенд је настао касних 1970-их, током бума пост-панка и новог таласа који је заменио панк рок у Великој Британији. Њихов деби био је сингл „Killing an arab” и албум Three Imaginary Boys (1979). Почетком 1980-их, почевши са албумом Seventeen Secounds, The Cure је почео да снима нихилистичку, мрачну и трагичну музикук, шта је играло важну улогу у формирању готик рока и ове субкултуре.
Након објављивања албума Pornography (1982), наставак постојања бенда је био под сумњом, а Смит је одлучио да промени имиџ. Почевши са синглом „Let's Go to Bed“ (1982), The Cure је све више почео да снима лагане, популарно оријентисане песме. Крајем 1980-их, захваљујући низу успешних албума, популарност The Cure је порасла, такође и у Сједињеним Државама, где су синглови „Lovesong”, „Just Like Heaven” и „Friday I'm im Love” ушли на Билборд Хот 100. До почетка 1990-их The Cure је постао један од најпопуларнијих бендова у жанру алтернативног рока. Од 2004. године, укупна продаја свих албума износила је 27 милиона примерака. Током више од четрдесет година, The Cure је објавио 13 студијских албума и 39 синглова. У Њујорку је 29. марта 2019. одржана церемонија увођења музичара бенда у Рокенрол кућу славних.

## Историја

### 1970-е
Група седамнаестогодишњака из Католичке гимназије у Кроулију (Сасекс, Енглеска), оформила је 1976. године бенд Изи Кјур (The Easy Cure). Групу су чинили Роберт Смит (фронтмен, главни вокал), Лоренс Толхерст – Лол (бубњеви), Мајкл Демпси (бас) и Порл Томпсон (гитара). Нису, као други бендови у то време свирали туђе песме, већ су одмах почели са својим материјалом и убрзо су имали довољно песама за сопствене наступе.
Године 1977, Изи Кјур на аудицији за Ханса Рекордс добијају уговор за снимање вредан хиљаду фунти. Годину дана касније, после несугласица у ком би смеру бенд требало да крене, бенд (сада већ Кјур) је потписао уговор са бившим скаутом Полидор рекордса, Крисом Перијем, као трио (после одласка Порла Томпсона из бенда). Група издаје свој први сингл "Killing an Arab" (Убиство Арапина), на компилацији синглова "Small Wonder". Овакав наслов сингла изазвао је бурне реакције у тадашњој јавности, јер су га сви стављали у расистичку конотацију. Међутим, ради се о песми заснованој на познатом роману Странац Албера Камија. Било како било, изјава чланова групе да песма нема везе са расизмом није била довољна, па је сваком примерку сингла била додата и налепница која је објашњавала да песма није расистичка. Роберт Смит је при извођењу ове песме често мењао текст у "...Loving an Arab..." посебно после међународних сукоба који су се догодили последњих година.
Први албум "Three Imaginary Boys" појавио се у продаји 1979. године. Нико из бенда није био задовољан албумом (нарочито Роберт Смит) због тога што нису имали право да се мешају у финалне делове израде албума као што су на пример аранжмани или чак редослед песама. Тако се десило да су продуценти на албум ставили и тонску пробу где Кјур свира песму Foxy Lady Џимија Хендрикса. Исте године, Кјур издаје и сингл "Cult Hero" са песмама "I'm a Cult Hero" и "I Dig You" где је вокале певао Френки Бел.
Уследиле су дуге турнеје са сродним постпанк бендовима као што су Џој дивижон и Сузи енд д баншиз. Тако је и настао заједнички пројекат члана групе Сузи енд д баншиз Стивена Северина и Роберта Смита под називом "Глоув".
"Boys Don't Cry", њихов наредни сингл постао је хит у Америци, па су продуценти то искористили и 1980. године урадили реиздање албума "Three Imaginary Boys", под именом "Boys Don't Cry", са новим омотом и измењеним песмама. Демпси напушта бенд, а Сајмон Галуп (бас) и Метју Хартли (клавијатуре) долазе.

### 1980-е
Кјур у новом саставу, као квартет, 1980. године издаје минималистички албум "Seventeen Seconds" који је достигао 20. место на топ-листама у Великој Британији. Први хит сингл са овог албума, а и њихов први хит сингл уопште, био је "A Forest". Уследила је прва светска турнеја на крају које је клавијатуриста Метју Хартли напустио бенд.
Године 1981. долази албум "Faith", који заузима 14. место у Великој Британији. Истовремено излази и саундтрек за филм "Carnage Visitors". Овај саундтрек убрзо је, због ограниченог тиража, постао реткост, али је недавно ремастеризован и издат на CD-у.
У својој двадесет првој години Роберт Смит није више видео смисао свог живота. "У следеће две године углавном сам имао осећај да нећу живети још дуго, и прилично сам се трудио да се овај осећај и оствари". Животи чланова бенда почели су да се своде на све веће кориштење дроге. Кјур је 1982. издао "Pornography", мрачан, нихилистичан албум, који је изазвао гласине да Роберт Смит планира самоубиство. Упркос (или захваљујући) овим гласинама, "Pornography" постаје први Кјуров албум који улази на УК Топ 10, заузимајући чак 8. место. Турнеја "Fourteen Explicit Moments" поново је донела озбиљне несугласице међу члановима бенда.
После свађе у клубу између Роберта Смита и Сајмона Галупа, Сајмон одлази из групе и оснива своју, Фулс Денс.
Крајем 1982. године Кјур издаје поп песму "Let's Go To Bed" која је била мањи хит у Великој Британији, а потом и два успешнија сингла "The Walk" (нашао се на 12. месту) и "The Love Cats" која је постала први УК Топ 10 сингл, на завидном 7. месту. Исте године, Смит свира, компонује и иде на турнеју са Сузи енд д беншиз на њихова два албума "Hyaena" и "Nocturne". Са Стивеном Северином снима албум "Blue Sunshine" као група Глоув. Кјур издаје четири студијска сингла и Б-стране за јапанско тржиште као албум "Japanese Whispers".
The Top био је психоделични албум који је изашао 1984. године, на ком је Смит свирао све инструменте осим бубњева, за којима је седео Енди Андерсон и саксофона, који је свирао повратник у бенд, Порл Томпсон. Кренула је турнеја "Top Tour" са Смитом, Андерсоном, Томпсоном и басистом Филом Торналијем. Први "живи" албум Кјура ("Concert") издат је управо са извођењима са ове турнеје. На крају турнеје, Андерсон бива отпуштен због демолирања хотелске собе и мења га Борис Вилијамс. Басиста Торнали је замењен Сајмоном Галупом који се враћа у бенд.
Године 1985, је за Кјур била важна година. Нова поставка издаје “The Head on the Door“ који се котирао на 7. месту у Британији и по први пут увела бенд на амерички Топ 75 бележећи 59. место, што је донекле заслуга два издвојена сингла са ове плоче: "In Between Days" и "Close to Me". После овог албума и још једне светске турнеје, 1986. излази "Standing on a Beach", колекција свих Кјурових синглова, укључујући и Б-стране за верзију која је издата на музичкој касети. Наслов албума је узет из првог реда првог сингла групе, "Killing an Arab". Ова компилација ушла је на Амерички Топ 50, а била је пропраћена и видео издањем "Staring at the Sea" и још једном турнејом, као и видео-касетом са концертом у јужној Француској која је названа "The Cure in Orange".
Кјур сада постаје врло популаран бенд у Европи (посебно у Француској, Немачкој и земљама Бенелукса) и све више познат у САД. Током 1986. године, Толхерстов проблем са алкохолом често га је ометао да наступа са бендом, па је клавијатуриста Сајкоделик Фурса, Роџер О’Донел често наступао уместо њега.
Године 1987, издају албум "Kiss Me, Kiss Me Kiss Me" заједно са њиховим, од стране критичара најбоље оцењеним, синглом "Just Like Heaven" који је ушао на САД Топ 40, као и сам албум. Спот за ову песму је касније изабран за најбољи алтернативни видео-спот свих времена на МТВ 120 минута. Заразни соло прве песме на А-страни, "The Kiss" коришћен је у епизоди Порока Мајамија. Бенд је одржао успешну "Kissing турнеју". Године 1988, године издата је историја групе "Ten Imaginary Years", а Лол Толхерст, иако још није био званично отишао из бенда, био је замењен О’Донелом.
Године 1989, године, излази албум “Disintegration“, који постаје најбоље рангиран Кјур албум до тада, (3. место на УК Топ 10) са чак три сингла у Топ 30 синглова ("Lullaby", "Lovesong", "Pictures of You"). У Америци, “Disintegration“ долази до импресивног 12. места на листама у САД где је бенд још једном доказао раст популарности у САД. Поред тога, други сингл са албума, "Lovesong" достиже 2. место на Поп листи САД (једини Кјур сингл који је ушао у Амерички Топ 10), са још три сингла који улазе у "Врућих 75" (“Fascination Street“ (46.), “Lullaby“ (74.) и “Pictures of You“ (71.)).
Непосредно пре издавања, Толхерст излази из бенда, остављајући Смита као јединог члана оригиналне поставе. Кјур полази на "Prayer" турнеју. На овој турнеји бенд је одсвирао неке од најдужих концерата (њихова финална свирка у Вембли Арени, за коју је Роберт говорио да ће "вероватно бити и последња", трајала је три и по сата). У склопу ове турнеје први (и једини) пут су наступили у Југославији – у хали Тиволи у Љубљани. Како је Толхурст још увек био на платном списку током снимања албума “Disintegration“, потписан је као свирач "осталих инструмената".

### 1990-е
Године 1990. Кјур издаје колекцију ремикса "Mixed Up", која је код критичара била дочекана "на нож". Смит је рекао да је то очекивао, али да је ипак одлучио да изда колекцију. Како је издата тек пошто је шира публика открила Кјур, ова колекција се одлично продавала, штавише, завртео се и мањи хит који је издат као нова песма на колекцији: "Never Enough".
У мају те године, О’Донел напушта бенд, и Томпсон предлаже дугогодишњег гитаристу Перија Бамонтија као његову замену. После колекције "Mixed Up" уследио је албум "Wish", најбоље котирани Кјуров албум свих времена, који је у Уједињеном Краљевству достигао 1. место а у Сједињеним Државама место број 2. Креће и "Wish Tour" турнеја, заједно са Портсмут Крансима и излазе живи албуми "Show" у септембру и "Paris" у октобру 1993. године. У промоционе сврхе ланца продавница музике "Our Price" у Британији, излази ограничено издање састављено од инструментала са албума Wish. Названо је Lost Wishes а сав приход од касете са четири песме отишло је у хуманитарне сврхе. Порл Томпсон одлази из бенда још једном током 1993. године да би свирао са Робертом Плантом и Џимијем Пејџом из Лед зепелина, док Бамонти преузима улогу водећег гитаристе. Бенд издаје нову песму, "Burn" као музику за филм "Врана". То је била једина песма из поставке Смит-Галуп-Вилијамс-Бамонти, као и обрада Хендриксове "Purple Haze" за албум посвећен Хендриксу.
Током 1994. године, Лол Толхерст је тужио Роберта Смита и Фикшон Рекордс за повлаштене исплате, такође тражећи право на име "Кјур", али је после дуге правне борбе изгубио. Борис Вилијамс (бубњеви) одлази из бенда. Замењује га Џејсон Купер а враћа се Роџер О’Донел. Смит-Галуп-Бамонти-Купер-О’Донел је била једна од најдуготрајнијих поставки групе Кјур. Прва песма коју су урадили била је "Dredd Song" за филм "Судија Дред" 1995. године. Такође је снимљена и обрада за "Young Americans" од Дејвида Боувија, за радио-компилацију.
Године 1996, Кјур издаје албум Wild Mood Swings.
Године 1997, објављују "Galore"-а, наставак вишеплатинасте колекције синглова "Staring at the Sea/Standing on a Beach". Нова колекција садржала је синглове бенда између 1987. и 1997. године, као и сингл "Wrong Number", на ком је свирао и гитариста Дејвид Боувија, Ривс Габријелс. Габријелс је такође пратио Кјур на кратком америчком радио фестивалу као сценски гост-гитариста за ову песму.
Године 1998. Смит се појављује у анимираној серији Саут Парк у епизоди 112. Кјур издаје и музику за Досије Икс: албум Fight the Future, а учествује и на албуму у част Дипеш Мода "For the Masses" са својом обрадом "World in My Eyes".

### 2000-е
Године 2000, излази албум "Bloodflowers" који бива номинован за Гремија. Овај је албум, по мишљењу Роберта Смита, трећи у трилогији коју заједно са њим чине албуми "Pornography" и "Disintegration". Бенд стартује са деветомесечном турнејом “Dream Tour” коју је широм света посетило више од милион људи. 2001. године група Кјур одлази из Фикшон Рекордса и издаје свој "Greatest Hits" албум и DVD на ком су се налазили музички спотови најпознатијих песама групе.
Године 2002, настављају са снимањем и наступају на дванаест главних музичких фестивала. Такође, свирају неколико трочасовних концерата током којих изводе све песме са албума "Pornography", "Disintegration" и "Bloodflowers" на неколико узастопних концерата на Темподрому у Берлину. Снимке ових наступа објавили су на DVD издању "Trilogy" из 2003. године.
У пролеће 2003. Кјур потписује за Гефен Рекордс. 2004. Издају нови пакет од четири диска за Фикшон Рекордс, "Join the Dots: B-Sides and Rarities, 1978-2001 (The Fiction Years)". Пакет укључује седамдесет песама групе, од којих неке никада пре нису биле издате, и 76 страна књиге са фотографијама, историјом, изјавама, све упаковано у тврди повез. Овај албум је достигао 106. место на Билборд Топ-листи 200 албума.
Први албум, "The Cure", поново објављује Гефен Рекордс, 28. јуна 2004. године, а продуцирао га је власник Гефена, ну-метал гуру, Рос Робинсон. Албум је ушао у Топ 10 на обема странама Атлантика, и у Топ 30 у Аустралији. Да би промовисали овај албум, наступају на Фестивалу музике и уметности у Коучела Валију. Такође се појављују у емисији "Tonight Show" водитеља Џеја Леноа.
Од 24. до 29. августа, Кјур наступа на Кјуриоза концертној турнеји по Северној Америци, на којој је Смит лично одабрао свих једанаест извођача који ће наступити пре њих. Концерт је имао две бине, са бендовима Интерпол, Рапчеп и Могвеј на главној бини и Мјуз, Курзив, Хед Отоматика, Терздеј, Скарлинг, Купер Темпл Клос и Мелиса Ауф Дер Маур као подршка на другој бини.
Група је награђена за МТВ икону за 2004. годину. Церемонија је укључивала бендове који изводе Кјурове песме, АФИ (“Just Like Heaven”), Блинк 182 (“-{A Letter to Elise”), Рејзорлајт (“Boys Don't Cry”) и Дефтонс (“If Only Tonight We Could Sleep”), а домаћин је био Мерилин Менсон. Смит је изведбе АФИ, Блинк 182 и Дефтонса укључио у своју листу док је представљао специјални вечерњи сешн Џона Пила на ББЦ Радију 1, мало пре Пилове смрти.
Инспирисан реиздањима Елвиса Костела за Рино Рекордс, од 2004. од 2006. године, Кјур је извршио неколико реиздања сопствених албума, "Three Imaginary Boys" (2. децембар 2004), "Seventeen Seconds", "Faith", "Pornography" (26. април 2005), "The Top", "The Head on the Door", "Kiss Me Kiss Me Kiss Me" и "Blue Sunshine" Смитове групе Глов (8. августа 2006). Сваки албум је имао и своје делукс издање, које укључује бонус други диск са већином необјављених материјала, укључујући демо-песме, живе наступе и песме које су избачене са појединих албума. Сви студијски албуми до "Bloodflowersa" требало је да буду издати 2004. године, али издавачка кућа није хтела да их изда у исто време када и Кјур, и прво паковање (1979—1982) је издато почетком 2005. године. Друго паковање (1983—1987) је издато у августу 2006. иако је било најављивано за јун/јул.
У мају 2005. Смит отпушта Роџера О’Донела и Перија Бамонтија из бенда, заједно са Бамонтијевим братом Дерилом који је био њихов дугогодишњи менаџер. Они о овоме нису били информисани све док нису видели на Кјуровом фан-сајту. Остали чланови бенда (Смит, Галуп и Купер) су се пар пута појавили као трио, док није објављено да се Порл Томпсон враћа у бенд за наступе у лето 2005. укључујући и концерт на Лајв 8 у Паризу 2. јула.
Такође 2005. бенд као трио снима обраду песме Џона Ленона “Love” за Амнести Интернешонел хуманитарни албум Make Some Noise. Доступан је за скидање са сајта Амнести Интернешенела а ЦД издање је заказано за 2006. годину.
Кјур као квартет пише и снима материјал током целе 2006. године и планира своје тринаесто студијско издање ове године, које је било заказано за Смитов рођендан, 21. априла. У мају, Смит је изјавио да се “нада изласку албума за Ноћ вештица” (31. октобар). Иако је овај датум потврђен за штампу на контингенту нових издања Шортон Рекордса, Јуниверзал Шпанија је објавила да ће албум бити одложен за 2007. годину.
Група је наступила у Ројал Алберт Холу 1. априла 2006. на хуманитарном концерту Тинејџ Кансер Траст. То је био њихов једини наступ 2006. године.
После вишекратног одлагања, тринаесто студијско издање групе Кјур издато је под називом "4:13 Dream" 27. октобра 2008. године. Албум је достигао 33. број на чартовима. Кјур су 2009. били победници НМЕ-ове награде за ''Божанствени гениј'' (Godlike Genius Award). 

### 2010-сад
Кјур су наставили са својим успехом и кроз следећу деценију, гостујући на низу музичких фестивала Европе и Аустралије. О'Донел се поново придружио групи као басиста пре њиховог наступа у Сиднеју. Група је постала члан Дворане славних рокенрола  27. септембра 2012. године, њихову церемонију представљао је Трент Резнор групе Најн Инч Нејлс.  Кјур је одао почаст славном музичару и бившем члану Битлса, Полу Макартнију са њиховом обрадом песме ''Hello, Goodbye'' на албуму The Art of McCartney, коју је пропратио и спот снимљен у Брајтону.  Песма "Plainsong" нашла се лета 2015. у филму Ant-Man. 
У јуну 2018. године, група The Cure наступила је као главни извођач на фестивалу Meltdown у Лондону.  Истог месеца, одржали су концерт поводом 40 година постојања у Хајд парку. За Record Store Day објавили су ремастеровано издање Mixed Up и наставак Torn Down са новим ремиксима. 
У интервјуима из 2019. године, Смит је најавио нови албум и открио да су снимљене 19 песама. Иако је изразио наду да ће албум изаћи те године, издање је одложено. Бенд је те године одржао летњу турнеју са наступима на фестивалима и концертима у Сиднеју и Остину. Објављен је и видео-бокс сет 40 Live: CURÆTION-25 + Anniversary. 
Смит је 2021. најавио два нова албума, ''један мрачан и један мање мрачан''. Басиста Сајмон Галап је накратко објавио да напушта бенд, али је касније потврдио да остаје. Први од два албума, Songs of a Lost World, требало је да буде објављен пре европске турнеје 2022, али је изашао тек 1. новембра 2024. Албум је достигао прво место у Великој Британији и четврто у САД. 
У 2023. група је кренула на северноамеричку турнеју. Роберт Смит се оштро успротивио високој цени карата и договорио повраћај дела новца фанова. У октобру 2024. објавили су сингл са две нове песме снимљене уживо. У септембру су послали загонетне разгледнице фанова и најавили сингл "Alone". 
У октобру 2024. Смит је најавио други албум као наставак Songs of a Lost World, турнеју за 2025. и документарни филм за 2028. Такође је наговестио повлачење бенда 2029. године. За јун 2025. најављен је албум ремикса Mixes of a Lost World. Бенд је номинован за неколико награда на BRIT Awards 2025. 